# سارلیگت
سارلیگت (به مجاری:  Szárliget) یک شهرداری در مجارستان است که در ناحیه تاتابانیا واقع شده‌است. سارلیگت ۱۴٫۵۶ کیلومتر مربع مساحت و ۲٬۳۰۶ نفر جمعیت دارد.